# Đuro Đaković
Đuro Đaković (ur. 30 listopada 1886 w Brodskim Varošu, zm. 25 kwietnia 1929 w m. Sveti Duh na Ostrem Vrhu) – chorwacki polityk komunistyczny i działacz związkowy.

## Życiorys
Od 1909 roku był członkiem Socjaldemokratycznej Partii Bośni i Hercegowiny. Za antywojenną agitację w 1914 roku został skazany za zdradę na karę śmierci. W 1917 roku został ułaskawiony i uwolniony.
W 1919 roku uczestniczył w zjeździe założycielskim Socjalistycznej Partii Robotniczej Jugosławii. Na II zjeździe w 1920 roku został członkiem komitetu centralnego Komunistycznej Partii Jugosławii. W tym samym roku uzyskał mandat posła do konstytuanty. W 1921 roku udał się na III zjazd Międzynarodówki Komunistycznej i I zjazd Międzynarodówki Czerwonych Związków Zawodowych do Moskwy. Po powrocie do kraju został aresztowany i pozbawiony wolności.
Po wyjściu na wolność działał w lokalnych strukturach w Sarajewie. Od 1923 roku był internowany. W 1927 roku przeniósł się do Zagrzebia i został sekretarzem zarządu okręgowego Związku Przemysłu Metalowego i Robotników Rzemieślniczych (chorw. Savez radnika metalne industrije i obrta). Pod koniec 1927 roku udał się na życzenie KPJ do Moskwy, aby podjąć studia w Międzynarodowej Szkole Leninowskiej. Do Jugosławii powrócił w czerwcu 1928. W trakcie dyktatury działał w konspiracji. 20 kwietnia 1929 został aresztowany. W trakcie konwojowania przez policję do Mariboru został zabity przy granicy austriacko-jugosłowiańskiej w zainscenizowanej próbie ucieczki.